# L'Extase de sainte Thérèse
L'Extase de sainte Thérèse (ou Sainte Thérèse en extase ou Transverbération de sainte Thérèse) est une sculpture en marbre du Bernin, laquelle représente la transverbération de sainte Thérèse d'Avila. L'œuvre constitue le groupe central compris dans l'écrin de la chapelle Cornaro de Santa Maria della Vittoria à Rome dont Le Bernin a conçu entièrement l'architecture, la construction et la décoration.

## Histoire

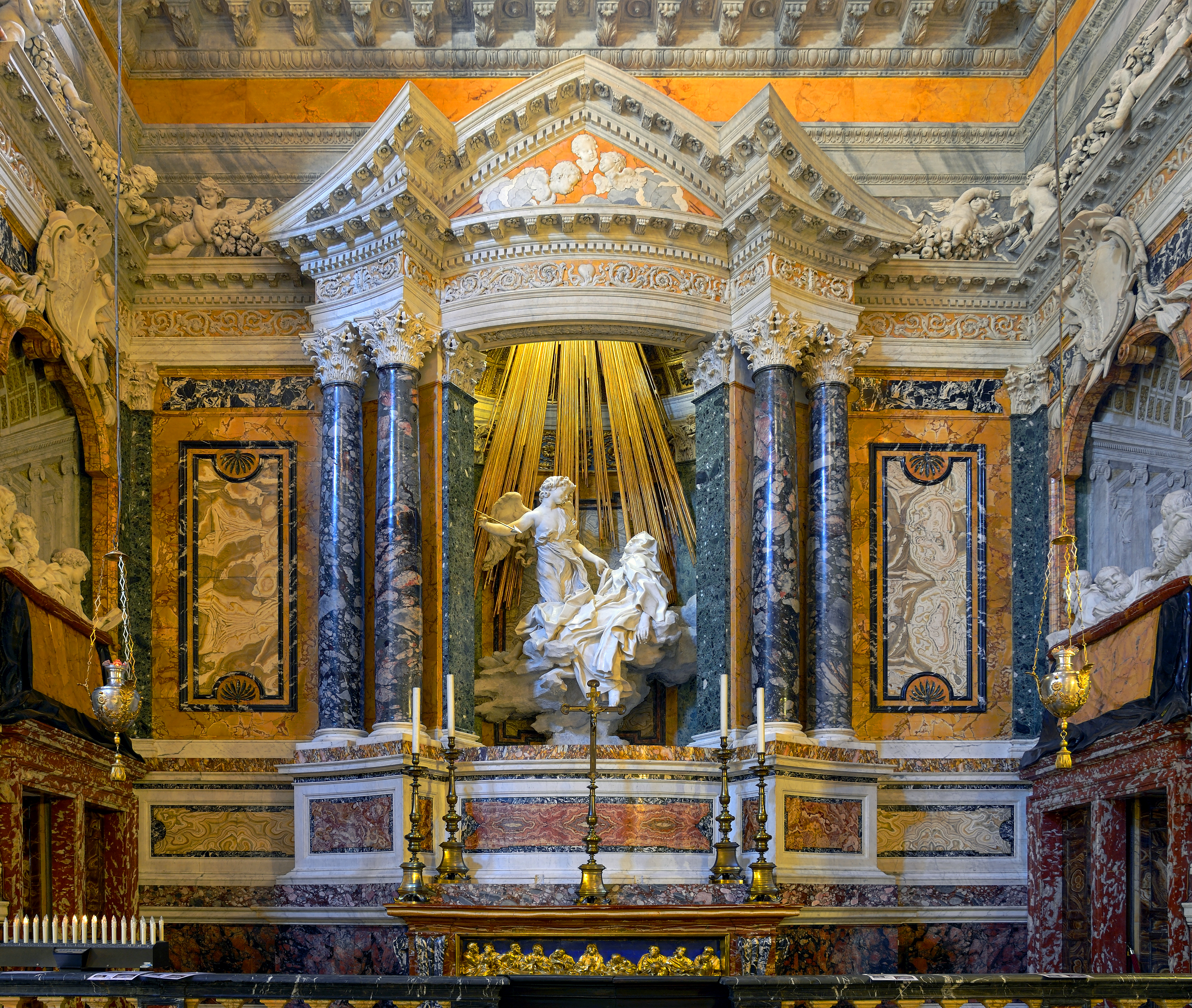
Vue d'ensemble de la chapelle Cornaro et de la Transverbération de sainte Thérèse avec les loges pour les spectateurs sur les côtés.

L'ensemble a été achevé en 1652 pour la somme, exorbitante à l'époque, de 12 000 écus et réalisé sous la surveillance du Bernin, alors dans sa maturité, sous le pontificat d'Innocent X, à une époque où la participation du sculpteur aux dépenses folles qu'avaient faites pour ses débauches le pape précédent Urbain VIII (Barberini), l'avait privé de l'appui pontifical. Le cardinal Federico Cornaro, fils d'une famille noble vénitienne, avait choisi l'église des carmélites déchaussées comme chapelle funéraire. La chapelle choisie montrait d'abord saint Paul en extase que le Cardinal fit remplacer par celle qui avait été récemment canonisée (1622) et était la première carmélite à l'avoir été.
La chapelle, summum de l'architecture baroque, est une explosion de marbres polychromes, de métal doré et de détails à la plastique savamment étudiée. La lumière zénithale est filtrée légèrement à travers une fenêtre au-dessus de Thérèse et est dirigée par des rayons dorés vers la statue de marbre blanc qui la reflète dans la pâmoison des plis et surplis de la robe de bure. Le dôme couvert de fresques donne l'illusion d'un ciel rempli de chérubins avec la lumière qui descend du Saint-Esprit symbolisé par une colombe.

## Iconographie

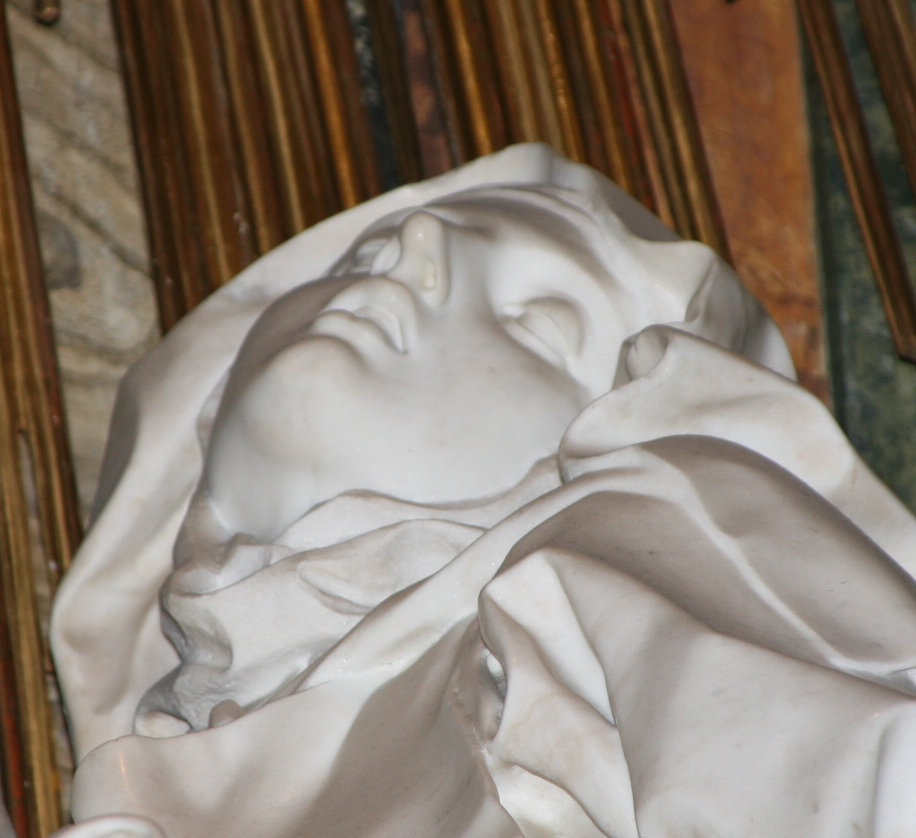
Visage de Thérèse d'Avila en extase.

Les deux personnages principaux de la sculpture tirent leur origine d'un passage écrit par Thérèse d'Avila dans son autobiographie publiée sous le titre la Vie de sainte Thérèse de Jésus (1515-1582), une mystique cloîtrée, carmélite déchaussée, réformatrice et religieuse (1622). On y trouve décrites des visions divines, y compris celle où elle a vu un ange jeune et beau debout à côté d'elle.

« J'ai vu dans sa main une longue lance d'or, à la pointe de laquelle on aurait cru qu'il y avait un petit feu. Il m'a semblé qu'on la faisait entrer de temps en temps dans mon cœur et qu'elle me perçait jusqu'au fond des entrailles ; quand il l'a retirée, il m'a semblé qu'elle les retirait aussi et me laissait toute en feu avec un grand amour de Dieu. La douleur était si grande qu'elle me faisait gémir ; et pourtant la douceur de cette douleur excessive était telle, qu'il m'était impossible de vouloir en être débarrassée. L'âme n'est satisfaite en un tel moment que par Dieu et lui seul. La douleur n'est pas physique, mais spirituelle, même si le corps y a sa part. C'est une si douce caresse d'amour qui se fait alors entre l'âme et Dieu, que je prie Dieu dans Sa bonté de la faire éprouver à celui qui peut croire que je mens. »

— Autobiographie de Sainte Thérèse d'Avila, Chapitre XXIX, paragraphe 17.
La position du corps de sainte Thérèse et l'expression de son visage, ont conduit certains observateurs, tel Jacques Lacan, à les expliquer comme le signe d'un moment d'extase sexuelle « [...] pour sainte Thérèse, enfin disons quand même le mot… et puis en plus vous avez qu'à aller regarder dans une certaine église à Rome la statue du Bernin pour comprendre tout de suite… enfin quoi : qu'elle jouit, ça ne fait pas de doute ! Et de quoi jouit-elle ? Il est clair que le témoignage essentiel de la mystique c'est justement de dire ça : qu'ils l'éprouvent mais qu'ils n'en savent rien. ». Les spécialistes du baroque mettent cette théorie en doute. Ainsi Nicolas Mattei, dans sa conférence sur l'art baroque, Sainte Thérèse d'Avila par Le Bernin en décembre 2009, déclare : « Elle jouit, Thérèse, disait Lacan ! Notre époque, excessivement marquée par Freud et la psychanalyse, une psychanalyse trop souvent démocratisée pour ne pas dire de bazar, ne peut voir ici qu’une extase tout ce qu’il y a de plus physique. Il s’agit cependant d’une extase mystique. ».

## Usage dans les arts
La chapelle est évoquée dans le roman Anges et Démons de Dan Brown, ainsi que dans le film qui l'adapte au cinéma.
La sculpture est évoquée dans le roman Le Visage émerveillé d'Anna de Noailles.

## Réception critique
- « S'il me fallait donner un exemple de sublime éprouvé à parir d'un objet d'art physique, j'inviterais à contempler la sculpture en marbre du Bernin intitulée Le tranverbération de Sainte Thérèse dans l'église Santa Maria della Vittoria à Rome. Plissement souffrant du voile, tête inclinée vers l'absolu, bouche de béatitude céleste, paupières vacillantes, regard perdu d'une âme qui tombe en pâmoison. Elle semble s'ouvrir avec délice à ce qui est au-delà d'elle, s'abandonner à l'être aimé ou à Dieu… Le toute dans un silence qui oblige le silence. » - Jean-Pierre Chopin[5]